# 屈巴赫
屈巴赫是德国巴伐利亚州的一个市镇。总面积37.50平方公里，总人口4086人，其中男性1996人，女性2090人（2011年12月31日），人口密度109人/平方公里。